# Romeo van Russel
Romeo William van Russel (Paramaribo, 15 augustus 1955) is de oud-minister van Arbeid (1988 - 1990) en Regionale Ontwikkeling (1993 - 1996 en van 2000 - 2005) van Suriname. Hij is de zoon van vakbondsleider Fred van Russel, de oud voorzitter van de Moederbond

## Loopbaan
Na het Lyceum ging hij werken als ambtenaar bij het ministerie van Openbare Werken op de afdeling Comptabiliteit. Daar heeft hij gewerkt van 1973 tot 1977. In 1977 nam hij ontslag en werd fulltime student bij de Anton de Kom Universiteit van Suriname (Adek), aan de faculteit Sociaal Economische wetenschappen. Hij schreef zich in voor de studie sociologie; deze heeft hij echter niet afgerond. 
In 2000 onderbrak hij zijn rechtenstudie bij het Adek om wederom minister te worden van Regionale Ontwikkeling in het tweede kabinet Venetiaan.

## Vakbondsactiviteiten
- Van 1978 tot 1989 was hij Secretaris van de vakcentrale de Moederbond. Daarnaast was hij voorzitter van de Werknemers organisatie van Consolidated Industries Corporation. Namens de vakbeweging van Suriname (Ravaksur), was hij vertegenwoordiger bij de Internationale Arbeidsorganisatie (International Labour Organization).
- In de periode 1984 tot en met 1985 was hij plaatsvervangend lid van het Topberaad. Deze raad bestond uit de Nationale Militaire Raad, de Vakbeweging en de Werkgeversorganisatie.
- In 1985 tot en met 1988 was hij lid van de Denkgroep Democratische Structuren. De "Denk Tank" bestond uit vertegenwoordigers van de Nationale Militaire Raad, de vakbeweging, de werkgeversorganisatie en het CCK (Comité Christelijke Kerken). Dit orgaan heeft de verkiezing van 25 november 1987 voorbereid. Hij vertegenwoordigde samen met Fred Derby de vakbeweging.
- Ten tijde van zijn ministerschap (Minister van Arbeid) vertegenwoordigde hij de regering van Suriname bij de ILO.

## Ministersposten
Hij was van 26 januari 1988 tot de telefooncoup op 24 december 1990 minister van Arbeid (tot 7 januari 1991) onder Ramsewak Shankar. Van 15 october 1994 tot 20 september 1996 was hij minister van Regionale Ontwikkeling als tussentijdse opvolger van Rufus Nooitmeer. Van 12 augustus 2000 tot 1 september 2005 was hij wederom minister op hetzelfde departement in het tweede kabinet-Venetiaan (4 augustus 2000 tot 4 augustus 2005).
Hiernaast was hij voorzitter van de Vredesonderhandelingen te Kourou. Na de
Binnenlandse Oorlog tussen het Nationaal Leger en het Jungle Commando onder leiding
van Ronnie Brunswijk werd onder zijn leiding in 1991 een vredesakkoord te Kourou afgesloten.
Vanaf 2005 is hij lid van de Commissie grondrechten in Suriname.